# Microcotyle pacifica
Microcotyle pacifica är en plattmaskart. Microcotyle pacifica ingår i släktet Microcotyle och familjen Microcotylidae. Inga underarter finns listade i Catalogue of Life.